# Ol'ga Vedjaševa
Ol'ga Viktorovna Vedjaševa nata Kuradčenko (in cirillico: Ольга Викторовна Ведяшева (Курадченко)?; Čusovoj, 5 novembre 1970) è un'ex sciatrice alpina kazaka; fino alla dissoluzione dell'Unione Sovietica (1991) gareggiò per la nazionale sovietica.

## Biografia
Sciatrice polivalente, debuttò in campo internazionale in occasione dei Mondiali juniores di Bad Kleinkirchheim 1986 e nella successiva rassegna giovanile di Hemsedal/Sälen 1987 vinse la medaglia d'argento nella combinata e quella di bronzo nello slalom gigante; il 5 dicembre dello stesso anno ottenne il primo piazzamento in Coppa del Mondo, a Val-d'Isère in discesa libera classificandosi 10ª: tale risultato sarebbe rimasto il migliore della Vedjaševa nel massimo circuito internazionale, che bissò il 27 gennaio 1990 a Santa Caterina Valfurva nella medesima specialità.
Ai XVII Giochi olimpici invernali di Lillehammer 1994, sua unica presenza olimpica, si classificò 24ª nella discesa libera, 37ª nel supergigante e 19ª nella combinata;  ottenne l'ultimo piazzamento in Coppa Europa il 6 gennaio 1995 a Tignes in supergigante (30ª) e prese per l'ultima volta il via in Coppa del Mondo il 21 gennaio 1996 a Cortina d'Ampezzo in slalom gigante, senza terminare la prova. Si ritirò durante la stagione 1998-1999 e la sua ultima gara fu uno slalom speciale FIS disputato il 5 febbraio a Yongpyong; non ottenne piazzamenti ai Campionati mondiali.

## Palmarès

### Mondiali juniores
- 2 medaglie:
  - 1 argeento (combinata a Hemsedal/Sälen 1987)
  - 1 bronzo (slalom gigante a Hemsedal/Sälen 1987)

### Coppa del Mondo
- Miglior piazzamento in classifica generale: 67ª nel 1990